# بنها
بنها نام شهر و شهرستانی در استان قلیوبیه مصر است.
شهر بنها در شمال قاهره قرار گرفته و مرکز استان قلیوبیه است و نزد مصریان به عنوان بنها العسل (بنهای عسلی) معروف است.
جمعیت این شهر در سال ۲۰۰۵ میلادی برابر با ۲٬۴۷۹٬۳۴۷ نفر بود.